# Mnesictena adversa
Mnesictena adversa is een vlinder uit de familie van de grasmotten (Crambidae), uit de onderfamilie van de Spilomelinae. De wetenschappelijke naam van deze soort is voor het eerst voorgesteld als Mecyna adversa door Alfred Philpott in een publicatie uit 1917.
De soort komt voor in Nieuw-Zeeland.